# Estació de New Norcia

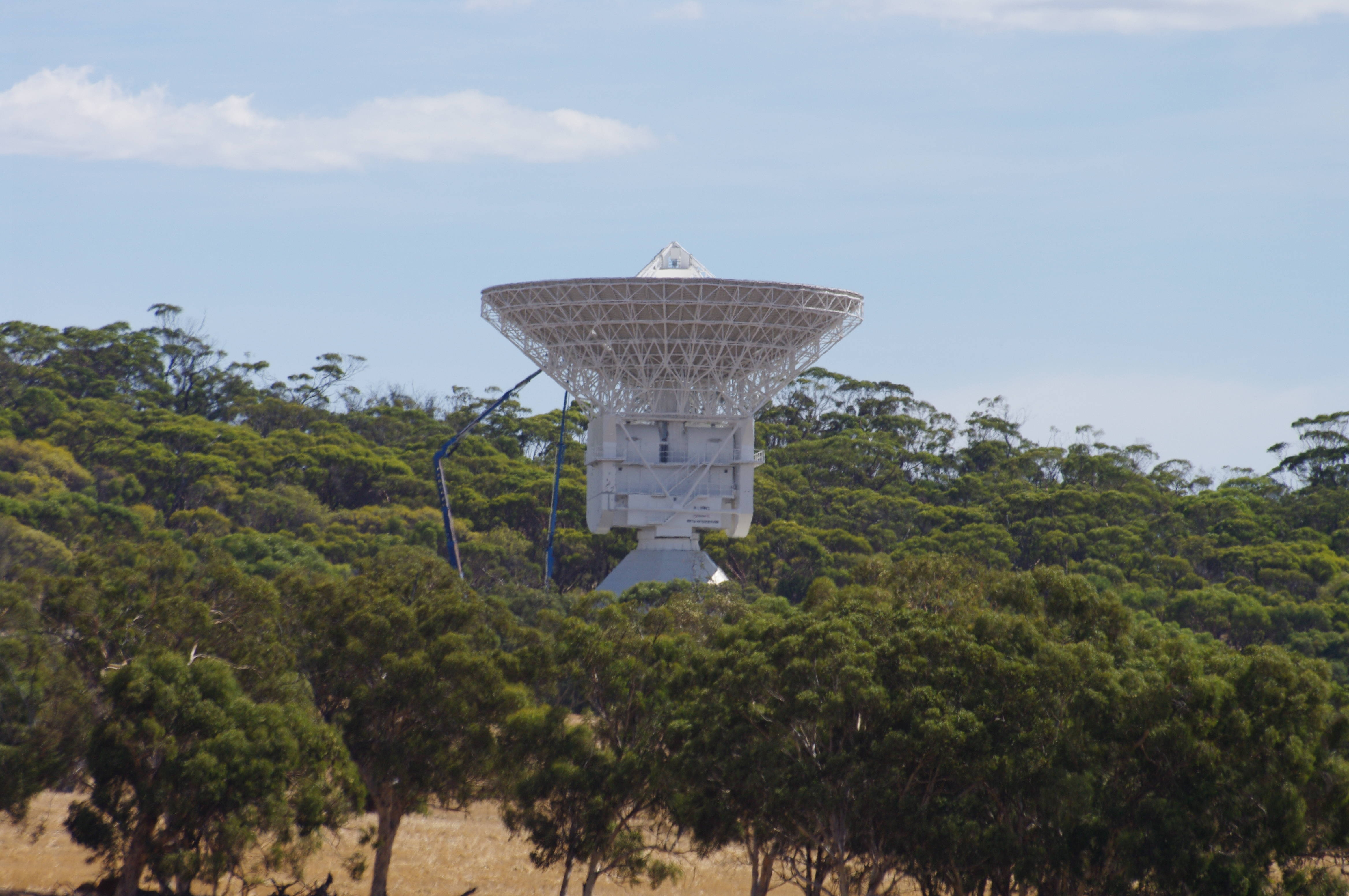
Antena ESTRACK en reparació/manteniment

New Norcia - DSA 1 és una instal·lació de l'ESA que manté una antena de ràdio ESTRACK de 35 metres per a les comunicacions amb naus espacials a l'espai exterior. És a 10 km al sud de la ciutat de New Norcia a Austràlia Occidental. Va ser construït per l'Agència Espacial Europea. L'estació va ser inaugurada oficialment el 5 de març de 2003 pel llavors primer ministre d'Austràlia Occidental, el Dr. Geoff Gallop. L'antena de New Norcia és una estació germana gairebé idèntica a l'estació de Cebreros, a prop de Madrid a Espanya. Una tercera estació similar, l'estació de Malargüe, que és en construcció a l'Argentina, proporcionarà una cobertura de 360 graus per a missions a l'espai quan serà acabat.